# Jimmie's Chicken Shack
Jimmie's Chicken Shack is een Amerikaanse alternatieverock- en postgrunge-band, opgericht in 1992.

## Bezetting

### Huidige leden
- Jimi Haha - gitaar & zang (1992 - heden)
- Island Styles - gitaar (2009 - heden)
- Christian Valiente - basgitaar (2005 - heden)
- Jerome Maffeo - drums (2004 - heden)

### Voormalige leden
- Jim McDonough - gitaar (1992 - 1997)
- Dave Dowling - gitaar (1992 - 2001)
- Casey Hean - gitaar (2000 - 2005)
- Matt Jones - gitaar (2005 - 2009)
- Che' Lemon - basgitaar (1992 - 2000)
- Derrick Dorsey - basgitaar (2000 - 2005)
- Jim Chaney - drums (1992 - 1998)
- Mike Sipple - drums (1998 - 2001)
- Kevin Murphy - drums (2001 - 2004)

## Discografie

### Albums
Tussen haakjes totaal aantal weken in de lijst
| Titel                           | Jaar | Charts           | Charts          | Charts           | Opmerkingen                                                                  |
| Titel                           | Jaar | NL Album Top 100 | VL Ultratop 200 | VS Billboard 200 | Opmerkingen                                                                  |
| ------------------------------- | ---- | ---------------- | --------------- | ---------------- | ---------------------------------------------------------------------------- |
| Chicken Scratch                 | 1993 | -                | -               | -                | -                                                                            |
| Spit Burger Lottery             | 1994 | -                | -               | -                | -                                                                            |
| Giving Something Back           | 1995 | -                | -               | -                | Livealbum                                                                    |
| 2 for 1 Special                 | 1995 | -                | -               | -                | Verzamelalbum bestaande uit de albums Chicken Scratch en Spit Burger Lottery |
| Pushing the Salmanilla Envelope | 1997 | -                | -               | -                | -                                                                            |
| Bring Your Own Stereo           | 1999 | -                | -               | 153 (7wk)        | -                                                                            |
| Re.present                      | 2004 | -                | -               | -                | -                                                                            |
| Fail on Cue                     | 2008 | -                | -               | -                | -                                                                            |
| 2econds                         | 2022 | -                | -               | -                | -                                                                            |

### Ep's
Tussen haakjes totaal aantal weken in de lijst
| Titel          | Jaar | Charts           | Charts          | Charts           | Opmerkingen |
| Titel          | Jaar | NL Album Top 100 | VL Ultratop 200 | VS Billboard 200 | Opmerkingen |
| -------------- | ---- | ---------------- | --------------- | ---------------- | ----------- |
| The Bongjam EP | 1998 | -                | -               | -                | -           |
| Slow Change EP | 1999 | -                | -               | -                | -           |

### Singles
Tussen haakjes totaal aantal weken in de lijst
| Titel           | Jaar | Charts    | Charts            | Charts         | VS Billboard Charts | VS Billboard Charts | VS Billboard Charts    | Opmerkingen                |
| Titel           | Jaar | NL Top 40 | NL Single Top 100 | VL Ultratop 50 | Hot 100             | Alternative Songs   | Mainstream Rock Tracks | Opmerkingen                |
| --------------- | ---- | --------- | ----------------- | -------------- | ------------------- | ------------------- | ---------------------- | -------------------------- |
| High            | 1996 | -         | -                 | -              | -                   | -                   | 20                     | -                          |
| Blood           | 1997 | -         | -                 | -              | -                   | -                   | -                      | -                          |
| Another Day     | 1997 | -         | -                 | -              | -                   | -                   | -                      | -                          |
| Dropping Anchor | 1998 | -         | -                 | -              | -                   | -                   | 33                     | -                          |
| Do Right        | 1999 | -         | -                 | -              | -                   | 12                  | -                      | -                          |
| Trash           | 2000 | -         | -                 | -              | -                   | -                   | -                      | -                          |
| Falling Out     | 2004 | -         | -                 | -              | -                   | -                   | -                      | met Aaron Lewis van Staind |